# Polycentropus bartolus
Polycentropus bartolus är en nattsländeart som beskrevs av Donald G. Denning 1962. Polycentropus bartolus ingår i släktet Polycentropus och familjen fångstnätnattsländor. Inga underarter finns listade i Catalogue of Life.